# Lukas Mertens
Lukas Mertens (Wilhelmshaven, 22 de marzo de 1996) es un jugador de balonmano alemán que juega de extremo izquierdo en el SC Magdeburg. Es internacional con la selección de balonmano de Alemania.
Su primer gran campeonato con la selección fue el Campeonato Europeo de Balonmano Masculino de 2022.

## Palmarés

### Selección nacional
| Juegos Olímpicos | Juegos Olímpicos | Juegos Olímpicos | Juegos Olímpicos |
| Año              | Lugar            | Medalla          |                  |
| ---------------- | ---------------- | ---------------- | ---------------- |
| 2024             | París            | Medalla de plata |                  |

### Magdeburg
- Liga de Alemania de balonmano (2): 2022, 2024
- Copa de Alemania de balonmano (1): 2024
- Liga Europea de la EHF (1): 2021
- Campeonato Mundial de Clubes de Balonmano (3): 2021, 2022, 2023
- Liga de Campeones de la EHF (1): 2023

## Clubes
| Club               | País     | Año         |
| ------------------ | -------- | ----------- |
| Wilhelmshavener HV | Alemania | 2013 - 2017 |
| SC Magdeburg       | Alemania | 2017 - Act. |